# Motteggiana
Motteggiana ist eine norditalienische Gemeinde (comune) mit 2417 Einwohnern (Stand 31. Dezember 2023) in der Provinz Mantua in der Lombardei. Die Gemeinde liegt etwa 14 Kilometer südsüdwestlich von Mantua am Po.

## Verkehr
Der Bahnhof der Gemeinde an der Bahnstrecke Verona-Mantua-Modena wurde 2009 geschlossen.